# Emajl Cloisonme
Emajl Cloisonné (fr. émail cloisonné, hrv. ćelijasti emajl, njem. Zellenschmelz) je umjetnička tehnika emajliranja. Uglavnom se izvodi na bakrenoj podlozi (posudi ili komadu nakita). Željena se dekoracija odnosno motiv izrađuje od tankih metalnih žica koje se zaleme na podlogu te potom ispune emajlom željene vrste i boje. U drugoj varijanti postupka žice se biljnim ljepilom zalijepe za podlogu na koju je već zataljen sloj prozirnog emajla. Zatim se komad u posebnoj peći zagrije na 750–800 °C. Osim u bakru može se raditi u zlatu te srebru, platini, mjedi i bronci.

## Povijest
Naraniji sačuvani primjeri tehnike potječu s Cipra iz 12. stoljeća prije Krista.

## Vanjske poveznice
- Cloisonné Articles and Tutorials at The Ganoksin Project
- Chinese Cloisonné, Department of Asian Art, in Heilbrunn Timeline of Art History. New York: The Metropolitan Museum of Art, 2000–2004
- An Interview with Contemporary Enamel Artist Laura Zell Demonstrating Basic Cloisonné Techniques  Arhivirana inačica izvorne stranice od 6. veljače 2012. (Wayback Machine)